# Озас
Озас (фр. Auzas) насеље је и општина у јужној Француској у региону Миди Пирене, у департману Горња Гарона која припада префектури Сен Годан.
По подацима из 2011. године у општини је живело 190 становника, а густина насељености је износила 24,08 становника/km². Општина се простире на површини од 7,89 km². Налази се на средњој надморској висини од 414 метара (максималној 474 m, а минималној 288 m).

## Демографија
| 1962. | 1968. | 1975. | 1982. | 1990. | 1999. | 2011. |
| ----- | ----- | ----- | ----- | ----- | ----- | ----- |
| 171   | 179   | 175   | 163   | 142   | 132   | 190   |

График промене броја становника у току последњих година